# Bořivoj I
Bořivoj I (ca. 850 - 888/889), uit het huis der Přemysliden, was de eerste hertog van Bohemen wiens historiciteit vaststaat.
Hij zetelde oorspronkelijk in de burcht Levý Hradec in Roztoky bij Praag. Hij erkende Svatopluk van Moravië als leenheer en werd door hem sinds circa 870 erkend als heerser over het gebied rondom Praag, gebied waaruit zich later het hertogdom Bohemen ontwikkelde. Met de Moravische steun werd Bořivoj de machtigste vorst in Bohemen. Rond 883 liet Bořivoj zich samen met zijn vrouw Ludmilla (die later heilig is verklaard) dopen door Methodius. Dit was vermoedelijk een politieke keuze, om zo meer status te krijgen in de ogen van zijn Moravische en Duitse buren. Voor zijn rivaal Spytimír was dit mogelijk de aanleiding om in opstand te komen en in 884 moesten Bořivoj en Ludmilla naar Moravië vluchten. Met de steun van Svatopluk kon Bořivoj echter spoedig zijn positie herstellen. Hij vestigde zich nu in Praag en bouwde daar de burcht en de Mariakerk.
Bořivoj was gehuwd met Ludmilla van Psov. Zij hadden twee zoons:
- Spytihněv I
- Vratislav I

Op het schilderij van Václav Markovský (1789–1846) dat hierbij is afgebeeld ziet men de bekering tot het christendom van Bořivoj I.